# Sambirejo (Gampengrejo)
Sambirejo is een bestuurslaag in het regentschap Kediri van de provincie Oost-Java, Indonesië. Sambirejo telt 1626 inwoners (volkstelling 2010).